# Мізунське джерело
Мізу́нське джерело́ «Горя́нка» — джерело мінеральної води в Українських Карпатах. Розташоване біля північної околиці села Новий Мізунь Долинського району Івано-Франківської області. 
Мінеральна вода «Горянка» має цілющі властивості та вважається однією з найкращих мінеральних вод Івано-Франківщини. Вода з джерела, що б'є з глибини 156 метрів, за складом вважається ідентичною «Нафтусі». 
З 1965 року вона розливається у пляшки під назвами «Мізунська» та «Горянка» підприємством «Мізунь» та продається у всій Україні, а також постачається до чотирьох санаторіїв району. Вода з джерела корисна для лікування виразки шлунку, а за своїми параметрами наближена до внутрішньоклітинної води людини. 
Мізунське джерело «Горянка» часто відвідують туристи, які подорожуть Карпатським трамваєм.